# Gimnastyka na Igrzyskach Śródziemnomorskich 2009
Gimnastyka na Igrzyskach Śródziemnomorskich 2009 – zawody gimnastyczne rozegrane od 26 czerwca do 3 lipca 2009 podczas XVI Igrzysk Śródziemnomorskich we włoskiej Pescarze. W tabeli medalowej zwyciężyli zawodnicy z Francji.

## Medaliści

### Mężczyźni
| Konkurencja                 | Złoto                                                                                        | Wynik   | Srebro                                                                                            | Wynik   | Brąz                                                                                            | Wynik   |
| Wielobój indywidualnie      | Benoit Caranobe                                                                              | 88,500  | Enrico Pozzo                                                                                      | 88,100  | Hamilton Sabot                                                                                  | 88,050  |
| Wielobój drużynowo          | Włochy · Alberto Busnari · Matteo Morandi · Enrico Pozzo · Andrea Cingolani · Paolo Ottavi · | 267,500 | Francja · Pierre-Yves Beny · Thomas Bouhail · Benoit Caranobe · Danny Pinheiro · Hamilton Sabot · | 267,300 | Hiszpania · Javier Gomez · Sergio Munoz · Rafael Martinez · Fabian Gonzalez · Manuel Carballo · | 264,000 |
| Ćwiczenia wolne             | Eleftherios Kosmidis                                                                         | 15,650  | Filip Ude                                                                                         | 15,200  | Fabian Gonzalez                                                                                 | 15,000  |
| Ćwiczenia na koniu z łękami | Alberto Busnari                                                                              | 15,175  | Hamilton Sabot                                                                                    | 14,875  | Sergio Munoz                                                                                    | 14,550  |
| Ćwiczenia na kółkach        | Danny Pinheiro                                                                               | 16,075  | Matteo Morandi                                                                                    | 15,825  | Pierre-Yves Beny                                                                                | 15,225  |
| Skoki                       | Thomas Bouhail                                                                               | 15,842  | Andrea Cingolani                                                                                  | 15,775  | Wajdi Bouallegue                                                                                | 15,442  |
| Ćwiczenia na poręczach      | Manuel Carballo                                                                              | 14,875  | Danny Pinheiro                                                                                    | 14,725  | Rafael Martinez                                                                                 | 14,675  |
| Ćwiczenia na drążkach       | Enrico Pozzo                                                                                 | 15,400  | Aljaz Pegan                                                                                       | 15,000  | Hamilton Sabot                                                                                  | 14,875  |

### Kobiety
| Konkurencja             | Złoto | Wynik   | Srebro                                                                        | Wynik   | Brąz | Wynik   |
| Wielobój indywidualnie  | Youna Dufournet                                                                                           | 56,950  | Elisabetta Preziosa                                                           | 56,450  | Pauline Morel                                                                                                   | 56,225  |
| Wielobój drużynowo      | Francja · Marine Petit · Rose Eliandre Bellemare · Youna Dufournet · Aurelie Malaussena · Pauline Moret · | 166,900 | Włochy · Elisabetta Preziosa · Paola Galante · Emily Armi · Andrea La Spada · | 166,800 | Grecja · Vasiliki Millousi · Evgenia Zafeiraki · Andriana Syrigou · Viktoria Tsakalidou · Paschalina Mitrakou · | 159,600 |
| Ćwiczenia wolne         | Elisabetta Preziosa                                                                                       | 14,175  | Rose Eliandre Bellemare                                                       | 13,875  | Emily Armi | 13,825  |
| Skoki                   | Youna Dufournet                                                                                           | 13,975  | Gosku Uctas                                                                   | 13,650  | Evgenia Zafeiraki                                                                                               | 13,612  |
| Ćwiczenia na poręczach  | Youna Dufournet                                                                                           | 14,675  | Pauline Morel                                                                 | 14,250  | Paola Galante                                                                                                   | 14,000  |
| Ćwiczenia na równoważni | Vasiliki Millousi                                                                                         | 14,725  | Youna Dufournet                                                               | 14,625  | Elisabetta Preziosa                                                                                             | 14,450  |
| Wielobój artystyczny    | Julieta Cantaluppi                                                                                        | 103,500 | Delphine Ledoux                                                               | 100,675 | Carolina Rodriguez                                                                                              | 99,425  |

## Klasyfikacja medalowa
| Rk | Kraj      | Złoto | Srebro | Brąz | Razem |
| 1. | Francja   | 7     | 7      | 4    | 18    |
| 2. | Włochy    | 5     | 5      | 3    | 13    |
| 3. | Grecja    | 2     | 0      | 2    | 4     |
| 4. | Hiszpania | 1     | 0      | 5    | 6     |
| 5. | Chorwacja | 0     | 1      | 0    | 1     |
| 5. | Słowenia  | 0     | 1      | 0    | 1     |
| 5. | Turcja    | 0     | 1      | 0    | 1     |
| 8. | Tunezja   | 0     | 0      | 1    | 1     |